# Lycioides stellaris
Lycioides stellaris är en insektsart som beskrevs av Ball 1916. Lycioides stellaris ingår i släktet Lycioides och familjen dvärgstritar. Inga underarter finns listade i Catalogue of Life.